# Liga Insular de Santo Antão (Zona Norte) de 2015–16
A Liga Insular de Santo Antão (Zona Norte) de 2015-16 foi uma edição da Liga Insular de Santo Antão, uma competição de futebol de Cabo Verde. Nessa temporada, dez clubes participaram da liga, sendo que seis participaram da primeira divisão e quatro da segunda divisão.
Quem ganhou o torneio foi o CD Sinagoga, que conquistou o seu primeiro e único título, jogando também no Campeonato Cabo-Verdiano de Futebol de 2016.

## Clubes
| - Beira Mar - CD Os Foguetões - UD Janela - Paulense Desportivo Clube - Clube Desportivo Sinagoga - Solpontense FC | - Irmãos Unidos - Rosariense Clube - Santo Crucifixo - São Pedro Apostolo |

## Resumo da Temporada
A edição 2015-16 do Campeonato Regional (ou Insular) de Santo Antão teve o Clube Desportivo Sinagoga como campeão do torneio.

### Primeira Divisão
| # | Equipa              | J  | V | E | D | GP | GC | SG  | Pts | Classificação                                                |
| - | ------------------- | -- | - | - | - | -- | -- | --- | --- | ------------------------------------------------------------ |
| 1 | CD Sinagoga (C) (Q) | 10 | 9 | 1 | 0 | 19 | 33 | −14 | 28  | Qualificado para Campeonato Cabo-Verdiano de Futebol de 2016 |
| 2 | Paulense            | 10 | 6 | 3 | 1 | 20 | 10 | +10 | 21  |                                                              |
| 3 | Beira-Mar           | 10 | 4 | 3 | 3 | 20 | 15 | +5  | 15  |                                                              |
| 4 | Os Foguetões        | 10 | 2 | 3 | 5 | 13 | 19 | −6  | 9   |                                                              |
| 5 | Janela              | 10 | 2 | 2 | 6 | 15 | 2  | +13 | 8   |                                                              |
| 6 | Solpontense (R)     | 10 | 0 | 2 | 8 | 7  | 25 | −18 | 2   | Rebaixado para Segunda Divisão Regional de 2016-17           |

Fonte: [carece de fontes?]
Regras para classificação: 1º pontos; 2º saldo de gols; 3º gols pró.
(C) = Campeão; (R) = Rebaixado; (P) = Promovido; (O) = Vencedor do play-off; (A) = Classificado para a próxima fase. 
Somente aplicável se a temporada não tiver terminado: 
(Q) = Classificado para a fase do torneio indicada; (TQ) = Classificado para o torneio, mas não para a fase indicada; (DQ) = Desclassificado do torneio.

### Segunda Divisão
- 1a: Santo Crucifixo

## Jogos
| Rodada 1    | Rodada 1 | Rodada 1    | Rodada 1        | Rodada 1 | Rodada 1 | Rodada 1 | Rodada 1 | Rodada 1 | Rodada 1 | Rodada 1 | Rodada 1 |
| Casa        | Gols     | Visitador   | Data            |          |          |          |          |          |          |          |          |
| ----------- | -------- | ----------- | --------------- | -------- | -------- | -------- | -------- | -------- | -------- | -------- | -------- |
| Paulense    | 1 - 1    | Beira Mar   | 16 de janeiro   |          |          |          |          |          |          |          |          |
| Sinagoga    | 1 - 0    | Janela      | 16 de janeiro   |          |          |          |          |          |          |          |          |
| Foguetões   | 1 - 1    | Solpontense | 17 de janeiro   |          |          |          |          |          |          |          |          |
| Rodada 2    |          |             |                 |          |          |          |          |          |          |          |          |
| Casa        | Gols     | Visitador   | Data            |          |          |          |          |          |          |          |          |
| Solpontense | 2 - 2    | Janela      | 23 de janeiro   |          |          |          |          |          |          |          |          |
| Beira Mar   | 3 - 2    | Foguetões   | 23 de janeiro   |          |          |          |          |          |          |          |          |
| Sinagoga    | 0 - 0    | Paulense    | 24 de janeiro   |          |          |          |          |          |          |          |          |
| Rodada 3    |          |             |                 |          |          |          |          |          |          |          |          |
| Casa        | Gols     | Visitador   | Data            |          |          |          |          |          |          |          |          |
| Sinagoga    | 2 - 0    | Foguetões   | 30 de janeiro   |          |          |          |          |          |          |          |          |
| Janela      | 2 - 4    | Paulense    | 30 de janeiro   |          |          |          |          |          |          |          |          |
| Beira Mar   | 2 - 1    | Solpontense | 31 de janeiro   |          |          |          |          |          |          |          |          |
| Rodada 4    |          |             |                 |          |          |          |          |          |          |          |          |
| Casa        | Gols     | Visitador   | Data            |          |          |          |          |          |          |          |          |
| Foguetões   | 1 - 3    | Paulense    | 13 de fevereiro |          |          |          |          |          |          |          |          |
| Solpontense | 0 - 1    | Sinagoga    | 13 de fevereiro |          |          |          |          |          |          |          |          |
| Janela      | 0 - 3    | Beira Mar   | 14 de fevereiro |          |          |          |          |          |          |          |          |
| Rodada 5    |          |             |                 |          |          |          |          |          |          |          |          |
| Casa        | Gols     | Visitador   | Data            |          |          |          |          |          |          |          |          |
| Beira Mar   | 0 - 2    | Sinagoga    | 27 de fevereiro |          |          |          |          |          |          |          |          |
| Paulense    | 3 - 1    | Solpontense | 27 de fevereiro |          |          |          |          |          |          |          |          |
| Foguetões   | 1 - 4    | Janela      | 28 de fevereiro |          |          |          |          |          |          |          |          |
| Rodada 6    |          |             |                 |          |          |          |          |          |          |          |          |
| Casa        | Gols     | Visitador   | Data            |          |          |          |          |          |          |          |          |
| Solpontense | 1 - 2    | Foguetões   | 12 de março     |          |          |          |          |          |          |          |          |
| Beira Mar   | 1 - 2    | Paulense    | 12 de março     |          |          |          |          |          |          |          |          |
| Janela      | 0 - 3    | Sinagoga    | 13 de março     |          |          |          |          |          |          |          |          |
| Rodada 7    |          |             |                 |          |          |          |          |          |          |          |          |
| Casa        | Gols     | Visitador   | Data            |          |          |          |          |          |          |          |          |
| Foguetões   | 2 - 2    | Beira Mar   | 18 de março     |          |          |          |          |          |          |          |          |
| Paulense    | 1 - 2    | Sinagoga    | 19 de março     |          |          |          |          |          |          |          |          |
| Janela      | 2 - 0    | Solpontense | 19 de março     |          |          |          |          |          |          |          |          |
| Rodada 8    |          |             |                 |          |          |          |          |          |          |          |          |
| Casa        | Gols     | Visitador   | Data            |          |          |          |          |          |          |          |          |
| Solpontense | 0 - 4    | Beira Mar   | 9 de abril      |          |          |          |          |          |          |          |          |
| Foguetões   | 1 - 2    | Sinagoga    | 9 de abril      |          |          |          |          |          |          |          |          |
| Paulense    | 2 - 1    | Janela      | 9 de abril      |          |          |          |          |          |          |          |          |
| Rodada 9    |          |             |                 |          |          |          |          |          |          |          |          |
| Casa        | Gols     | Visitador   | Data            |          |          |          |          |          |          |          |          |
| Beira Mar   | 3 - 3    | Janela      | 16 de abrill    |          |          |          |          |          |          |          |          |
| Paulense    | 0 - 0    | Foguetões   | 16 de abril     |          |          |          |          |          |          |          |          |
| Sinagoga    | 4 - 0    | Solpontense | 17 de abril     |          |          |          |          |          |          |          |          |
| Rodada 10   |          |             |                 |          |          |          |          |          |          |          |          |
| Casa        | Gols     | Visitador   | Data            |          |          |          |          |          |          |          |          |
| Janela      | 1 - 3    | Foguetões   | 23 de abril     |          |          |          |          |          |          |          |          |
| Sinagoga    | 2 - 1    | Beira Mar   | 23 de abril     |          |          |          |          |          |          |          |          |
| Solpontense | 1 - 4    | Paulense    | 24 de abril     |          |          |          |          |          |          |          |          |

## Evolução dos posições
| Clube / Semana | 01 | 02 | 03 | 04 | 05 | 06 | 07 | 08 | 09 | 10 |
| -------------- | -- | -- | -- | -- | -- | -- | -- | -- | -- | -- |
| Beira-Mar      | 3  | 1  | 2  | 1  | 3  | 3  | 3  | 3  | 3  | 3  |
| Foguetões      | 5  | 5  | 6  | 5  | 6  | 4  | 5  | 5  | 5  | 4  |
| UD Janela      | 6  | 6  | 5  | 6  | 4  | 5  | 4  | 4  | 4  | 5  |
| Paulense       | 4  | 4  | 3  | 3  | 2  | 2  | 2  | 2  | 2  | 2  |
| Sinagoga       | 1  | 2  | 1  | 2  | 1  | 1  | 1  | 1  | 1  | 1  |
| Solpontense FC | 2  | 3  | 4  | 4  | 5  | 6  | 6  | 6  | 6  | 6  |

| Vencedor CD Sinagoga 1º título |

## Estatísticas
- Melhores vitórias:

Solpontense 0 - 4 Beira Mar (9 de abril)
Sinagoga 4 - 0 Solpontense (17 de abril)